# نیا عبدالله
نیا عبدالله (انگلیسی: Nia Abdallah؛ زادهٔ ۲۴ ژانویهٔ ۱۹۸۴) تکواندوکار اهل ایالات متحده آمریکا است.